# Ceratella labyrinthica
Ceratella labyrinthica är en svampdjursart som beskrevs av Hyatt 1877. Ceratella labyrinthica ingår i släktet Ceratella, fylumet svampdjur och riket djur.
Artens utbredningsområde är havet utanför Mauretanien. Inga underarter finns listade i Catalogue of Life.